# جيوفاني باتيستا مورغاني
جيوفاني باتيستا مورغاني (1682-1771)، طبيب وعالم تشريح إيطالي يُعتبر مؤسس علم التشريح المرضي الحديث، قام خلال حياته بتدريس آلاف طلاب الطب في العديد من دول أوروبا أثناء عمله لمدة 56 عام كأستاذ للتشريح في جامعة بادوفا في إيطاليا.
يعدُّ كتابه «أسباب الأمراض كما بحثها التشريح» أشهر آثاره العلميَّة وهو موسوعة ضخمة تتألف من خمس مجلَّدات، وضع فيها خلاصة تجارب حياته في التشريح والأبحاث المتعلَّقة به، ومن خلال هذا الكتاب رسَّخ مورغاني مبدأً هاماً في الطب مفاده أنَّ معظم الأمراض لا تتوزع في كل أعضاء الجسم بشكل مبهم أو عشوائي ولكنها تنشأ وتتواجد في أعضاء وأنسجة محدَّدة فقط وتعطي أعراضها الخاصة بسبب هذا التوزُّع.

## التعليم
ولد مورغاني لأسرة غنية «ولكنَّها لم تكن من طبقة النبلاء»، في عمر الثامنة عشرة ذهب إلى جامعة بولونيا الإيطالية لدراسة الفلسفة والطب، وهناك لفت الأنظار ونال الكثير من المديح وتخرَّج بعد ثلاث سنوات فقط، وعمل في البداية كمساعد لأنطونيو ماريا فالسالفا «أحد التلاميذ المتميِّزين لعالم التشريح المشهور مالبيكي»، وساعده مورغاني في إعداد كتابه الشهير«تشريح الأذن وأمراضها» والذي نُشر عام 1704.

## المهنة

### المهنة المُبكِّرة
بعد عدة سنوات وفي عام 1704 تحديداً قام مورغاني بتحرير طبعة جديدة جمعها من كتابات فالسالفا وأضاف إليها العديد من الأبحاث والدراسات الجديدة حول الأذن، في هذه الفترة أصبح مورغاني يتمتَّع بسمعة كبيرة في جامعة بولونيا وأصبح رئيساً للهيئة الأكاديمية التعليمية وهو بعمر الرابعة والعشرين فقط وخلال وجوده في هذا المنصب ساهم في تعزيز المنهجيَّة العلمية للعلوم الطبيَّة فرفض المعلومات القائمة على التخمين النظري المُجرَّد ودعا للتجربة العمليَّة وتفسير الأمراض اعتماداً على التشريح.
في عام 1706 نشر مجموعة من رسائله وأوراقه العلمية في الهيئة الأكاديمية تحت عنوان «مناقشات تشريحيَّة»، وهي أول مجموعة من الرسائل اشتهرت في جميع أنحاء أوروبا باعتمادها على التشريح الدقيق واتباعها المنهجيَّة العلميَّة، تضمَّنت هذه الرسائل ملاحظات عن الحنجرة والجهاز التنفسي وأعضاء الحوض عند النساء، بعد فترة ترك مورغاني جامعة بولونيا وحاول الالتحاق بجامعة بادوفا بمساعدة صديقه دومينيكو جوجليلميني (1655-1710) أستاذ الطب هناك، وفي عام 1712 وهو بعمر الحادية والثلاثين أصبح مورغاني أستاذاً للطب في جامعة بادوفا وقام بالتدريس هناك حتى وفاته عام 1771 وكانت مسيرته التدريسية في بادوفا أكثر من ناجحة.

## مهنة منتصف العمر
بعد ثلاث سنوات في جامعة بادوفا قام مجلس الشيوخ في مدينة البندقية بترقية مورغاني ليشغل كرسي التشريح في الجامعة، وهو المنصب الذي شغله قبله مجموعة من ألمع علماء ذلك العصر مثل: أندرياس فيساليوس، غابرييل فالوبيو، هيرونيموس فبريسوس، أندريوس سبيغلوس وغيرهم، تمتَّع مورغاني بفضل منصبه الجديد براتب كبير تتمُّ زيادته بشكل دوري بعد تصويت مجلس الشيوخ إلى أن وصل إلى 1200 دوقية ذهبية، وبعد فترة وجيزة من استقراره في بادوفا تزوَّج من سيدة من نبلاء المدينة أنجبت له ثلاثة أبناء واثنتي عشر بنتاً.
تمتَّع مورغاني بشعبيَّةٍ كبيرة بين مختلف شرائح المجتمع، وكانت شخصيَّته جذابة جداً فهو شاب طويل ونحيل مع شعر أشقر وعيون زرقاء وأخلاق رفيعة وأناقة فريدة من نوعها، علاقته مع أصدقائه كانت مميزة وكان محبوباً من جميع طلابه بمختلف أعمارهم وطبقاتهم الاجتماعية حتى أنَّ منزله أصبح قبلةً لكل الطلاب والزملاء، بالإضافة لذلك تمتَّع مورغاني بعلاقات قويَّة مع الكاردينالات وأعضاء مجلس الشيوخ في البندقية وبابوات روما المتعاقبين.
قبل أن يمضي وقتٌ طويل له في جامعة بادوفا، انتخب طلاب الأمة الألمانية من جميع الكليَّات مورغاني كراعٍ لهم، وأصبح منزله نادياً ثقافياً ومكتبة ألمانية، في عام 1708 انتخب كعضو في أكاديمية القيصر الإمبراطورية، وزميلاً في الجمعية الملكية عام 1724، وعضواً في أكاديمية باريس للعلوم عام 1731، وفي أكاديمية سانت بطرسبرغ عام 1735، وأكاديمية برلين للعلوم عام 1754، من بين أشهر تلاميذه خلال سنوات تدريسه الطويلة: أنطونيو سكاربا، دومينيكو كوتوغنو، يوبولدو كالداني مؤلف أطلس التشريح الشهير الذي نُشر في مجلدين في مدينة البندقية بين أعوام 1801-1814.
وخلال هذه السنوات أيضاً قام بنشر خمس مجموعات من «المناقشات التشريحية» بين أعوام 1717 – 1719 والتي تشبه إلى حدٍّ كبير تلك التي نشرها في بولونيا ولكنه تحدَّث هنا عن مواضيع جديدة كالحصيات المرارية ودوالي الوريد الأجوف السفلي والداء الحصوي الكلوي بالإضاف لعدة مذكَّرات عن القوانين الطبية، ويظهر في هذه المجموعات الجديدة الأسلوب الكلاسيكي التقليدي في التدريس أكثر من الاعتماد على الملاحظات التشريحية.

## المهنة المتأخرة
كان مورغاني في عمر الثمانين عندما نشر كتابه الشهير «أسباب الأمراض كما بحثها التشريح» في عام 1761، ضمَّ هذا الكتاب كلَّ رسائل وأبحاث مورغاني السابقة ضمن موسوعة واحدة مؤلَّفة من خمسة أجزاء، جعل هذا الكتاب من التشريح المرضي فرعاً رئيسياً من فروع الطب ونقل الطب لآفاق جديدة من الدقة والمنهجية العلمية المعتمدة على التجربة، حظي الكتاب بقبولٍ كبير وأعيدت طباعته مرراً خلال السنوات الأولى من ظهوره «ثلاث مرَّات أول أربع سنوات» بلغته اللاتينية الأصلية، وترجم إلى الفرنسية عام 1765 وأعيدت طباعته بالفرنسية عام 1820 ، وترجم إلى الإنكليزية عام 1769، وإلى الألمانية عام 1771.
كانت الكتب والدراسات التي تغطي علم التشريح المرضي قبل ظهور مورغاني قليلة جداً ونادرة، رغم أنَّ تشريح جسم الإنسان كان معروفاً ومكتملاً بفضل أعمال أندرياس فيساليوس وغيره، رغم ذلك لم يقم أي عالم بربط المعطيات التشريحية بالأمراض المختلفة بشكل منهجي دقيق حتى جاء مورغاني، وقد قال ويليام هارفي بعد قرن تقريباً من الزمن إنَّ هناك الكثير ممَّا يمكن تعلُّمه من تشريح شخص واحد مات بسبب مرض السل أو غيره من الأمراض أكثر من تشريح عشرة أشخاص تم شنقهم.
ربَّما تكون الجذور الأولى لكتاب مورغاني هذا قد ترسَّخت عندما كان عندما كان يساعد أستاذه فالسالفا في كتابه تشريح الأذن وأمراضها، ورغم أنَّ هذا الكتاب كان مختصراً ويبحث في أمراض عضو صغير ومُحدَّد من أعضاء الجسم ولكنَّه يقوم على نفس منهجية مورغاني التي اعتمدها لاحقاً في كتابه الشهير والذي هو عبارة عن تجميع حالات مرضية لمختلف أعضاء الجسم وتفسيرها اعتماداً على المعطيات التشريحية، جمع مورغاني هذه الحالات في كتاب واحد ونشرها في آخر حياته ورسَّخ من خلالها علم التشريح المرضي، وهكذا نجد أنَّ كتاب «أسباب الأمراض كما بحثها التشريح» لمورغاني ما هو إلا كتاب «تشريح الأذن وأمراضها» لفالسالفا وإنما بشكلٍ أوسع وأفضل بكثير.

## الإرث
حرص مورغاني خلال مسيرته المهنية الطويلة على تدوين ملاحظات شاملة حول مسائل سريرية متنوعة، تسمح هذه الملاحظات للقارئ المعاصر اليوم بمعرفة الممارسات السريرية والطبية التي كانت متبعة في ذلك الوقت، خصوصاً أسلوب مورغاني المُميَّز الذي كان يربط الأعراض المرضيَّة مع المعطيات التشريحيَّة وهو الأمر الذي يعتبر نقلةً نوعيَّة سابقة لعصرها، مع ذلك فإنَّ الصياغة الأدبية لكتب مورغاني قد لا تبدو لنا اليوم واضحة وسلسة وهي تختلف عن طريقة صياغة الأطروحات الحديثة رغم أنَّها مفهرسة جيداً ومعروضة بطريقة مُرتَّبة تستعرض الحقائق التشريحيَّة بصورة رائعة.
على الرغم من أنَّ مورغاني كان أوَّل من فهم وأكَّد على الضرورة المُلحَّة لوضع التشخيص واختيار العلاج اعتماداً على المعرفة الدقيقة والشاملة للمعطيات التشريحية، ولكنَّه لم يقم بأي محاولة لجعل التشريح المرضي علماً مستقلاً قائماً بذاته ومنفصلاً عن الطب السريري ولا يخضع لأي تحيُّز «وهو الإنجاز الذي حصل بعد ستين سنة في جامعة فيينا»، كان المنهج العلمي الذي اتبعه مورغاني واتساع أفقه الفكري والعلمي هو الذي ضمن له النجاح رغم أنَّه عاش في الفترة التي لم يكن الطب فيها يعتمد على التقنيات والأجهزة الحديثة لحدٍ كبير كما هو الحال اليوم.
إنَّ مراجعةً دقيقة لكتابه «أسباب الأمراض كما بحثها التشريح» تظهر أنَّ هذا المرجع الهام هو بداية عصر التقدُّم في علم الأمراض وفي الطب العملي عموماً، وهو أحد نقاط التحول الهامة في تاريخ الطب الحديث.

## حالات طبية وأمراض تُنسب لمورغاني
- فتق مورغاني Morgagni hernia: هو فتق ولادي يصيب عضلة الحجاب الحاجز نتيجة ضعف خلقي فيها، حدوث مثل هذا التشوه الولادي يسمح لأعضاء البطن بالضغط على تجويف الصدر أو حتى العبور إليه عبر فوهة الفتق الأمر الذي يؤثر في النمو الطبيعي للرئتين، أحياناً تكون هذه الحالة مهدِّدة للحياة وخصوصاً عند الرضع وقد تُحدِث الوفاة نتيجة أحد سببين: نقص تنسِّج وتكوُّن الرئة أو ارتفاع الضغط الرئوي، غالباً ما يعاني المواليد الجدد المُصابون بهذا الفتق من زلة تنفسيَّة شديدة تتطلَّب علاجاً إسعافيَّاً أو قد تؤدي للوفاة، على كلِّ حال يُشكِّل فتق مورغاني 2% فقط من فتوق الحجاب الحاجز الخلقيَّة ويكون العيب هنا في الجدار الأمامي لعضلة الحجاب الحاجز.

- متلازمة مورغاني ستيوارت موريل Morgagni-Stewart-Morel: متلازمة اعتلال العضلة القلبية الاستقلابي، حالة مرضيَّة تصف مجموعة من الأعراض والعلامات المختلفة مثل: الصداع، الدوار، الشعرانية، اضطرابات الطمث، البدانة، الاكتئاب وتبدُّلات المزاج، تنتج هذه الأعراض عن طيف واسع من الأمراض الغدية منها الداء السكري وفرط نشاط الدرق، وصف مورغاني هذه المتلازمة لأول مرة عام 1765، ويعتمد تشخيصها حالياً على الاستقصاءات الشعاعية بالإضافة لتوفُّر عدد من الأعراض والعلامات سابقة الذكر، أمَّا العلاج المُوصى به فهو علاج عرضي يقوم على علاج الأعراض عند ظهورها مع تغيير نمط الحياة اليومي من خلال نظام غذائي صحي وخفض الوزن وممارسة نشاط فيزيائي جيد.

- المثلث القصي الضلعي أو ثقبة مورغاني foramina of Morgagni: وصف تشريحي لثقب صغيرة تقع في المثلث الواقع بين عظمي القص والحافة الضلعية وعضلة الحجاب الحاجز ويمر منها عدد من الأوعية الدموية الهامة أبرزها الشريان الشرسوفي العلوي superior epigastric وهو فرع من الشريان الصدري الباطن.

- الجيوب الأبهريَّة أو جيوب مورغاني the sinus of Morgagni: توسعات تشريحية توجد على حساب الشريان الأبهر الصاعد بعد الصمام الأبهري مباشرةً، وتتوضَّع بين جدار الأبهر وبين وريقات الصمَّام الأبهري، ويوجد عادةً ثلاثة جيوب أبهريَّة واحد أمامي واثنان خلفيان، ينشأ من الجيب الأبهري الأمامي الشريان الإكليلي الأيمن، وينشأ من الجيب الأبهري الخلفي الأيسر الشريان الإكليلي الأيسر، بينما لا ينشأ من الجيب الأبهري الخلفي الأيمن أي شريان لذلك يُعرف بالجيب غير الإكليلي.

- الأعمدة الشرجية أو أعمدة مورغاني Columns of Morgagni: مصطلح تشريحي يصف عدد من الطيَّات المخاطيَّة العضلية الرأسيَّة في النصف العلوي من القناة الشرجيَّة، وأطلق اسم مورغاني على هذه الأعمدة لأنَّه أول من اكتشفها ووصفها بشكل دقيق.

- الزائدة الخصوية أو عقيدة مورغاني hydatid of Morgagni: مصطلح تشريحي يُنسب لمكتشفه مورغاني، ويصف زائدة صغيرة توجد على القطب العلوي للخصية عند الذكور وتلتصق بالغلالة الغمدية، توجد هذه الزائدة عند 90% من الذكور وتعتبر البقايا الأثرية لقناة مولر التي تتراجع عند الجنين الذكر.

## روابط خارجية
- جيوفاني باتيستا مورغاني على موقع الموسوعة البريطانية (الإنجليزية)